# Aéroport Shahid Dastghaib de Chiraz
L'aéroport international Shahid Dastghaib (en persan : فرودگاه بین‌المللی  شهيد دستغيب)(code IATA : SYZ • code OACI : OISS) est un aéroport situé à Chiraz, en Iran. C'est le principal aéroport international de la province du Fars.
Après sa rénovation en 2005, l'aéroport a été reconnu comme le deuxième d'Iran pour sa modernité et sa fiabilité en termes d'équipements électroniques et de systèmes de contrôle de navigation installés dans ses tours de contrôle, après l'aéroport international Imam Khomeini de Téhéran.

## Situation
| Sārī Dasht-é Naz Golfe · persique Téhéran-MehrabadTéh.-Mehrabad Mechhed Téhéran-KhomeiniTéh.-Khomeini Chiraz Kish Ahvaz Ispahan Tabriz Bandar · Abbas Kerman Yazid Abadan Kermanchah Zahedan Bouchehr Qechm Ourmieh Racht Birjand Chabahar Lamerd |